# Журавлинка (Житомирський район)
Журавли́нка — село в Україні, у Радомишльській міській територіальній громаді Житомирського району Житомирської області. Населення становить 41 особу (2001).

## Історія
До 16 травня 2017 року село входило до складу Пилиповицької сільської ради Радомишльського району Житомирської області.